# 용남초등학교 (충남)
용남초등학교(龍南初等學校)는 대한민국 충청남도 계룡시에 있는 공립 초등학교이다.

## 학생
학생 수 986명 (남 514명, 여 472명) 2022기준.

## 학교 연혁
- 1987년 11월 4일 용남국민학교 설립인가
- 1989년 9월 7일 개교
- 1990년 12월 31일 학교경영 우수 교육감 표창
- 1992년 12월 15일 독서교육 우수 교육감 표창
- 1994년 11월 3일 충청남도 논산교육청지정 특활영어 시범 운영보
- 1996년 11월 6일 충청남도 논산교육청지정 인성교육 시범 운영보고
- 1996년 12월 31일 장학활동 우수 교육감 표창
- 1997년 10월 22일 교육부지정 인성교육 자율시범 운영보고
- 1997년 12월 20일 창의적 교육활동 우수 교육부 장관 표창
- 1999년 12월 30일 학교교육계획 실천 우수 교육 표창
- 2001년 7월 11일 충청남도교육청지정 통계교육 연구학교 운영보고
- 2003년 10월 24일 충청남도교육청지정 독서교육 시범학교 운영보고
- 2005년 12월 16일 과학ㆍ정보ㆍ환경부분 우수학교 교육감 표창
- 2005년 12월 31일 충청남도논산교육청 학교평가 최우수학교 표창
- 2006년 12월 11일 충청남도 학생명예지킴이 최우수학교 교육감표창
- 2006년 12월 10일 충남논산교육청 방과 후 학교활동 우수 학교 표창
- 2006년 12월 21일 혁신 홍보 인증학교 선정(논산교육청)
- 2007년 1월 15일 한ㆍ중학생국제친선문화교류 자매결연
- 2007년 11월 30일 정보 테마 우수학교 교육감 표창
- 2008년 1월 15일 논산교육청 초등 최우수학교 표창
- 2008년 2월 15일 제19회 졸업 245명 (졸업생 연 4730명)
- 2009년 8월 28일 충청남도 육상 최우수학교 표창
- 2009년 12월 5일 법질서바로세우기 우수학교 선정
- 2010년 6월 7일 계획단계 학교ㆍ학급교육과정 우수학교 표창
- 2010년 12월 15일 논산계룡교육지원청 학교평가 우수학교 표창
- 2011년 5월 9일 계획단계 학교교육과정 우수학교 선정
- 2011년 9월 7일 충청남도교육감기 육상 최우수학교 선정
- 2011년 11월 10일 논산계룡교육지원청 교육과정운영 우수학교 표창
- 2011년 12월 1일 다목적 소강당 및 특별교실 완공
- 2012년 7월 12일 충청남도교육청 학교평가 우수학교 선정(3년 연속)
- 2012년 12월 10일 용남학부모 학교참여 우수학부모회 교육감 표창
- 2013년 2월 14일 제24회 졸업 195명(졸업생 연 5,877명)
- 2013년 3월 4일 일반 27학급, 특수 1학급 총 28학급 인가(재학생 645명)
- 2014년 2월 14일 제25회 졸업 147명(졸업생 연 6,204명)
- 2014년 3월 1일 일반 23학급, 특수 1학급 총 24학급 인가(재학생 504명)

## 참고 자료
- 용남초등학교 - 한국교육학술정보원 학교알리미